# Edward Loth

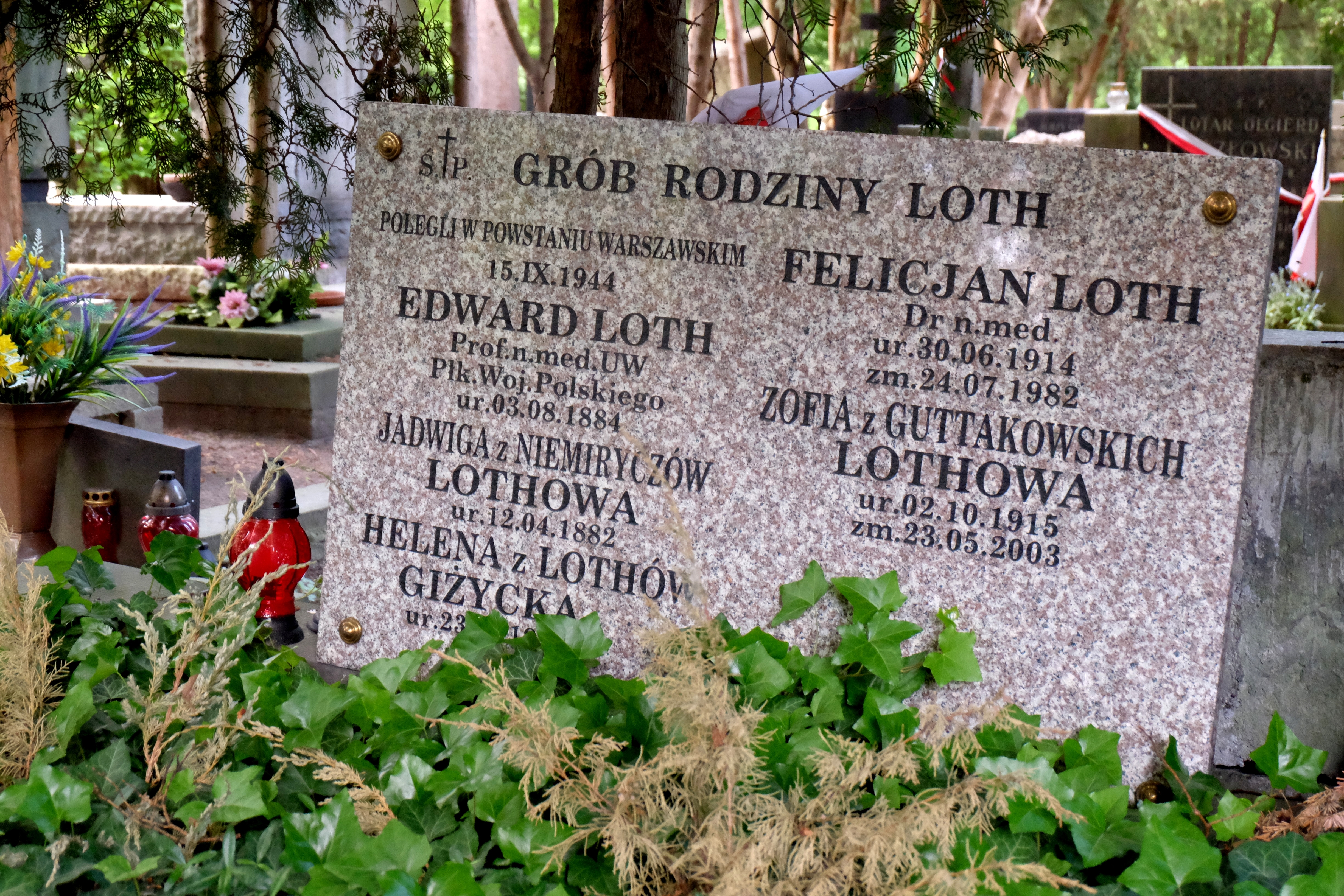
Grób Edwarda Lotha na Cmentarzu Wojskowym na Powązkach

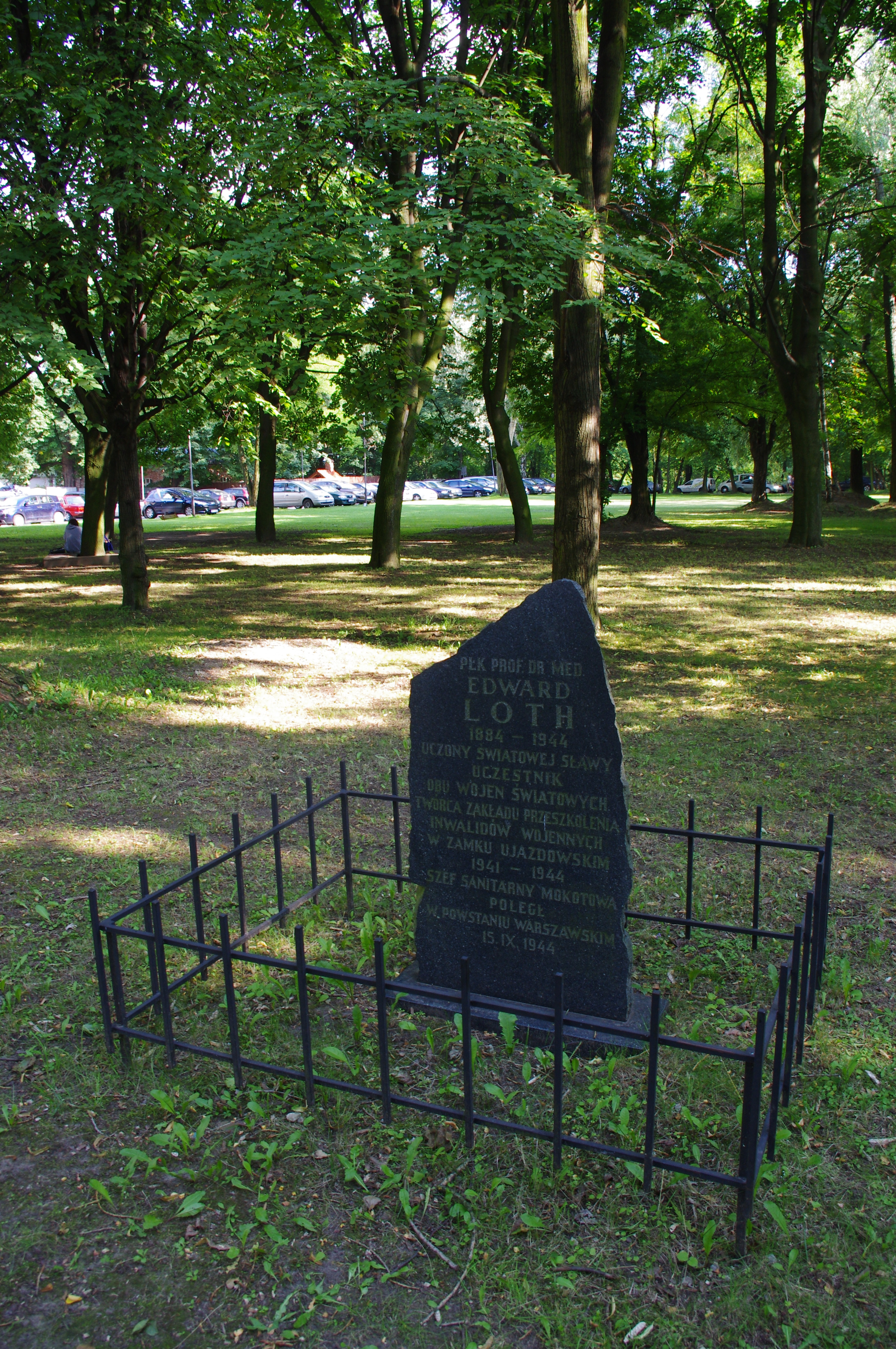
Kamień upamiętniający Edwarda Lotha na warszawskim Ujazdowie

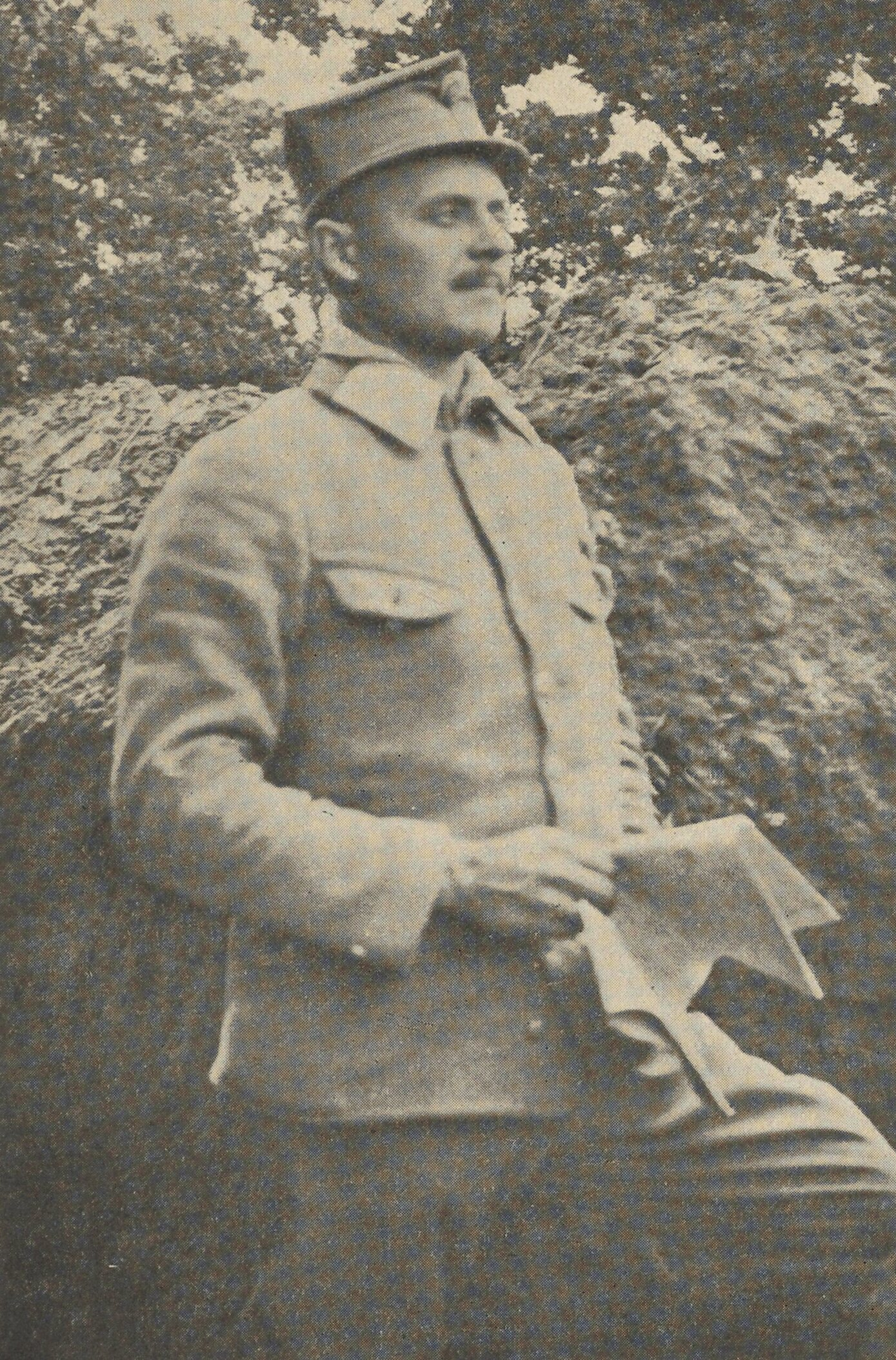
Edward Loth w czasie służby w Legionach

Edward Karol Loth (ur. 3 sierpnia 1884 w Warszawie, zm. 15 września 1944 tamże) – polski anatom, antropolog i eugenik, doktor medycyny i filozofii, jeden z organizatorów i profesor Uniwersytetu Warszawskiego, członek Polskiej Akademii Umiejętności oraz fińskiej Akademii Nauk, pułkownik lekarz Wojska Polskiego, kawaler Orderu Virtuti Militari.

## Życiorys
Edward Karol Loth urodził się 3 sierpnia 1884 roku w Warszawie, w rodzinie Edwarda Karola i Anny z Hoserów. Był młodszym bratem Jerzego (1880–1967).
Jako uczeń został usunięty ze szkół za udział w demonstracji przeciw caratowi. Maturę zdawał jako ekstern w Baku. Był członkiem Związku Młodzieży Polskiej „Zet”.
Studiował antropologię w Zurychu i w 1907 otrzymał doktorat z filozofii. Później studiował medycynę w Bonn, Getyndze i Heidelbergu, gdzie w 1912 otrzymał stopień doktora nauk medycznych. Następnie pracował jako asystent w Katedrze Anatomii Uniwersytetu Lwowskiego. W 1914 habilitował się z anatomii i antropologii oraz rozpoczął we Lwowie wykłady z anatomii prawidłowej i topograficznej. W 1915 był jednym z organizatorów Uniwersytetu Warszawskiego i objął tam Katedrę Anatomii Prawidłowej Wydziału Lekarskiego Uniwersytetu Warszawskiego. Był pionierem antropomorfologii części miękkich. Od 1921 profesor anatomii na tym Uniwersytecie.
W czasie I wojny światowej pełnił służbę w Legionach Polskich. Był lekarzem 3 pułku piechoty. Awansował kolejno na: podporucznika lekarza (19 października 1914), porucznika lekarza (2 listopada 1914) i kapitana lekarza (21 marca 1915). W 1915 informowano w prasie, iż opracował wynalazek w postaci noszy-taczek. W 1917 był urlopowany jako profesor Uniwersytetu Warszawskiego.
W latach 1917–1919 pełnił funkcję naczelnego lekarza Polskiej Siły Zbrojnej. W styczniu 1919 został powołany na stanowisko zastępcy szefa Departamentu Sanitarnego Ministerstwa Spraw Wojskowych. W latach 1919–1920 był członkiem wojskowej Misji Zakupów w Paryżu. 29 maja 1920 został zatwierdzony z dniem 1 kwietnia 1920 w stopniu pułkownika, w Korpusie Lekarskim, w grupie oficerów byłych Legionów Polskich. W 1921 został przeniesiony do rezerwy. W 1922 posiadał przydział w rezerwie do Kompanii Zapasowej Sanitarnej Nr 3. Zweryfikowany w stopniu pułkownika ze starszeństwem z dniem 1 czerwca 1919 w korpusie oficerów rezerwy sanitarnych, w grupie lekarzy. Posiadał przydział w rezerwie do 1 batalionu sanitarnego w Warszawie. W 1934 pozostawał w ewidencji Powiatowej Komendy Uzupełnień Warszawa Miasto III. Posiadał przydział do Kadry Zapasowej 1 Szpitala Okręgowego w Warszawie.
W latach 1929–1931 był prezesem Towarzystwa Lekarzy Zdrojowych.
Od 1911 był członkiem rzeczywistym Towarzystwa Naukowego Warszawskiego, w latach 1925–1935 był członkiem zarządu, a od 1928 do 1935 sekretarzem generalnym. Od 1927 był członkiem korespondentem Polskiej Akademii Umiejętności, a od 1934 członkiem czynnym.
W 1927 był prezesem Zarządu Głównego Związku Hallerczyków. W 1931 opublikował podręcznik „Anthropologie des parties molles”.
Prowadził badania porównawcze części miękkich człowieka, także z dziedziny ortopedii i rehabilitacji narządów ruchu.
W czasie okupacji był członkiem Armii Krajowej, pracował w warszawskim Szpitalu Ujazdowskim i brał udział w tajnym nauczaniu. Prowadził wykłady w Prywatnej Szkoły Zawodowej dla Pomocniczego Personelu Sanitarnego doc. Jana Zaorskiego, która była konspiracyjną formą tajnego Wydziału Lekarskiego Uniwersytetu Warszawskiego.
Zginął w powstaniu warszawskim wraz z żoną i córką pod gruzami kamienicy przy ul. Tenisowej na Mokotowie, pełniąc obowiązki chirurga w punkcie opatrunkowym. Pochowany na cmentarzu Powązki Wojskowe w Warszawie (kwatera A27-12-24/25).

## Życie prywatne
15 października 1909 zawarł związek małżeński z Jadwigą Niemirycz. Syn Felicjan ps. „Felek”  (1914–1982) był doktorem medycyny, chirurgiem ortopedą, więźniem Pawiaka, uczestnikiem Powstania Warszawskiego. Córka Helena (ur. 1916)

## Ordery i odznaczenia
- Krzyż Srebrny Orderu Wojskowego Virtuti Militari nr 7338 – 17 maja 1922[16][15][17][18]
- Krzyż Niepodległości[15][17]
- Krzyż Walecznych czterokrotnie[15][17]
- Krzyż Kawalerski Orderu Franciszka Józefa z dekoracją wojenną (Austro-Węgry, 1916)[19]
- Medal Zasługi Wojskowej (Austro-Węgry)[20]
- Medal Zasługi Wojskowej z mieczami (1917, Austro-Węgry)[20]
- Order Korony Świętego Stefana III klasy (Węgry)[17]

## Nagrody i wyróżnienia
- Nagroda „Prix Broca” (1920, Międzynarodowy Instytut Antropologii)[17]
- Nagroda „Prix Hollandais” (1935, Międzynarodowy Instytut Antropologii)[17]
- Tytuł i medal Sprawiedliwy wśród Narodów Świata (1996)[21]